# Robbie Chosen
Robbie Chosen (Fair Lawn, 9 maggio 1993) è un giocatore di football americano statunitense che milita nel ruolo di wide receiver per i Miami Dolphins della National Football League (NFL).
Precedentemente noto come Robby Anderson, ha cambiato legalmente il suo nome in Robbie Anderson nel 2022. Nel febbraio 2023 ha cambiato nuovamente il nome in Chosen Anderson. Successivamente è tornato al nome "Robbie" e al cognome "Chosen".

## Carriera universitaria
Inizia a praticare il football americano negli anni trascorsi alla South Plantation High School di Plantation, Florida. A partire dal 2011 frequenta la Temple University, entrando nei ranghi dei Temple Owls. Dopo aver saltato le prime due annate, nel 2013 è impiegato inizialmente come cornerback, per poi passare al ruolo di wide receiver con l'approdo di Matt Rhule alla panchina degli Owls. Dopo aver saltato la stagione 2014 per motivi di studio, mantiene il ruolo nel 2015.

## Carriera professionistica

### New York Jets
Dopo aver mancato la selezione al Draft NFL 2016, il 1º maggio 2016 Anderson viene ingaggiato come undrafted free agent dai New York Jets. Anderson riesce ad entrare nel roster attivo per l'inizio della stagione regolare e debutta tra i professionisti l'11 settembre 2016, nella sfida del primo turno persa contro i Cincinnati Bengals. L'infortunio di Eric Decker rende Anderson lo slot receiver titolare dei Jets a partire da metà ottobre 2016. Il 5 dicembre seguente realizza il suo primo touchdown, nella gara contro gli Indianapolis Colts. È confermato anche per le annate successive.

### Carolina Panthers
Doo quattro stagioni in forza ai Jets, il 1º aprile 2020 Anderson si trasferisce ai Carolina Panthers. Debutta con la nuova franchigia il 13 settembre 2020, nella gara della settimana 1 contro i Las Vegas Raiders, coronando l'esordio con il primo touchdown con i Panthers. Al termine della stagione sigla un nuovo contratto.

### Arizona Cardinals
Dopo il licenziamento da parte dei Panthers del capo-allenatore Matt Rhule, il 10 ottobre 2022, Anderson non rientrò più nei piani della squadra e il 17 ottobre 2022 fu scambiato con gli Arizona Cardinals per una scelta al sesto giro del draft 2024 e una al settimo giro del draft 2025.

### Miami Dolphins
Il 16 aprile 2023 Anderson firmò un contratto di un anno con i Miami Dolphins.